# Bayanga (subprefektur)
Bayanga är en subprefektur i Centralafrikanska republiken.   Den ligger i prefekturen Préfecture de la Sangha-Mbaéré, i den sydvästra delen av landet, 300 km sydväst om huvudstaden Bangui.
I omgivningarna runt Bayanga växer i huvudsak städsegrön lövskog. Runt Bayanga är det mycket glesbefolkat, med 6 invånare per kvadratkilometer.